# Calliphora morticia
Calliphora morticia är en tvåvingeart som beskrevs av Shannon 1923. Calliphora morticia ingår i släktet Calliphora och familjen spyflugor.
Artens utbredningsområde är Alaska. Inga underarter finns listade i Catalogue of Life.